# Bartolomeo Panizza
Bartolomeo Panizza (Vicenza, 17 de agosto de 1785 –Pavia, 17 de abril de 1867) fue un médico y anatomista italiano.  
Se licenció en medicina en la Universidad de Padua y amplio estudios en Bolonia y Pavia. En 1809 fue nombrado profesor de la Universidad de Pavia y en 1835 fue nombrado miembro de la  Academia nazionale delle scienze. Fue discípulo del célebre anatomista Antonio Scarpa. 
En 1833 describió el foramen que comunica las dos arterias aortas en la salida del corazón de los animales del orden crocodilia. Este foramen recibe desde entonces en su honor el nombre de foramen de Panizza.
En 1855 publicó un tratado titulado "Osservazioni sul nervo ottico", en el que por primera vez se atribuyó la capacidad de percepción visual a la corteza cerebral de la región occipital. A pesar de la importancia de sus hallazgos, la publicación pasó desapercibida, y no se reconoció su gran interés hasta muchos años después.